# Camaglio
Il camaglio era una protezione usata nell'antichità e nel medioevo, formata da anelli di ferro intrecciati a maglia. Proteggeva la testa e le spalle. Veniva utilizzato indistintamente da cavalieri e fanteria. Sotto di esso, oltre all'infula, si poteva portare un'imbottitura di crine. Venne progressivamente (anche se non totalmente) abbandonato con l'affermarsi delle armature a piastra. Veniva utilizzato anche in combinazione con zuccotti di ferro.

## Costruzione
Il camaglio era formato di anelli di ferro intrecciati tra loro e chiusi con un rivetto a formare una maglia di ferro.